# Brendan
Brendan  è un nome proprio di persona inglese e irlandese maschile.

## Varianti
- Inglesi: Brendon[1], Brenden[1]
- Irlandesi: Breandán[1][2][3], Breanndán[3]

## Origine e diffusione

La forma irlandese Breandán scritta in caratteri gaelici

Deriva dal nome irlandese antico Bréanainn, la cui origine è dibattuta, anche se generalmente viene ricercata all'interno del ceppo celtico: potrebbe essere basato su una parola affine al gallese brenin e al protoceltico *brigantinos, entrambi significanti "re", "principe"; altre fonti propongono un'insolita derivazione da brên ("puzzolente") e find ("capelli"), quindi "dai capelli puzzolenti", oppure potrebbe anche essere un'evoluzione del nome del dio celtico Brân il Benedetto (tratto dal gallese brân, "corvo"). Ulteriori ipotesi lo considerano un nome di origine germanica, tratto dalla radice brant ("spada", "fiamma"). A Brendan vengono ricondotti spesso i nomi Brenda (utilizzato come sua forma femminile), Brennan e Brandon, che invece hanno origine differente.
Tale nome venne portato da san Bréanainn, una figura molto popolare durante il Medioevo, considerato uno dei dodici apostoli d'Irlanda; il suo nome venne adattato in latino come Brendanus, e da lì è giunto in inglese nella forma Brendan e in italiano come Brendano e Brandano (il suo uso in italiano, comunque, è scarsissimo).

## Onomastico
L'onomastico si può festeggiare in memoria di più santi, alle date seguenti:
- 11 gennaio, san Brendano, monaco irlandese, abate in Gallia[6]
- 16 maggio, san Brendano di Clonfert, monaco e navigatore[7]
- 29 novembre, san Brendano, abate a Birr[6]

## Persone

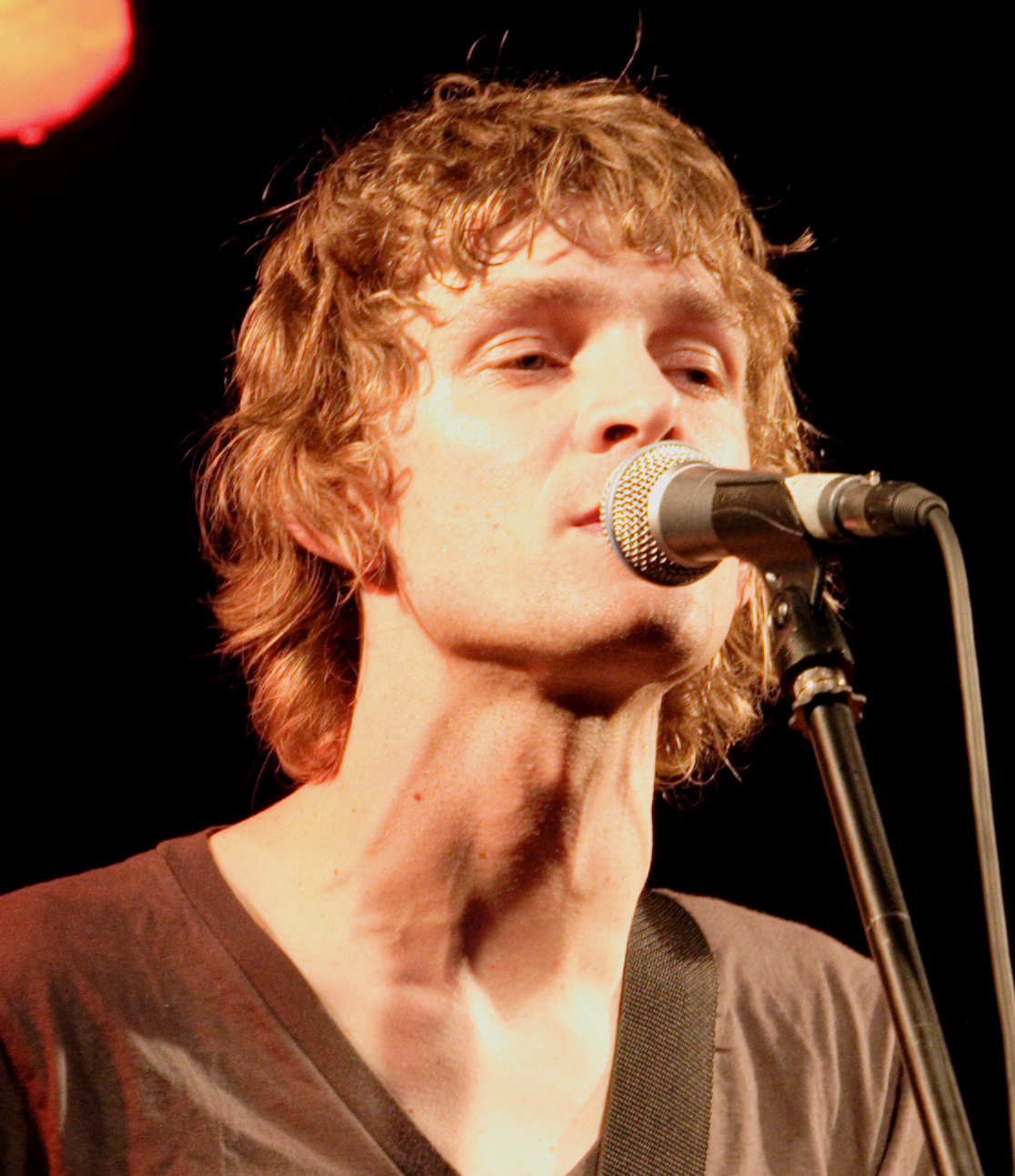
Brendan Benson

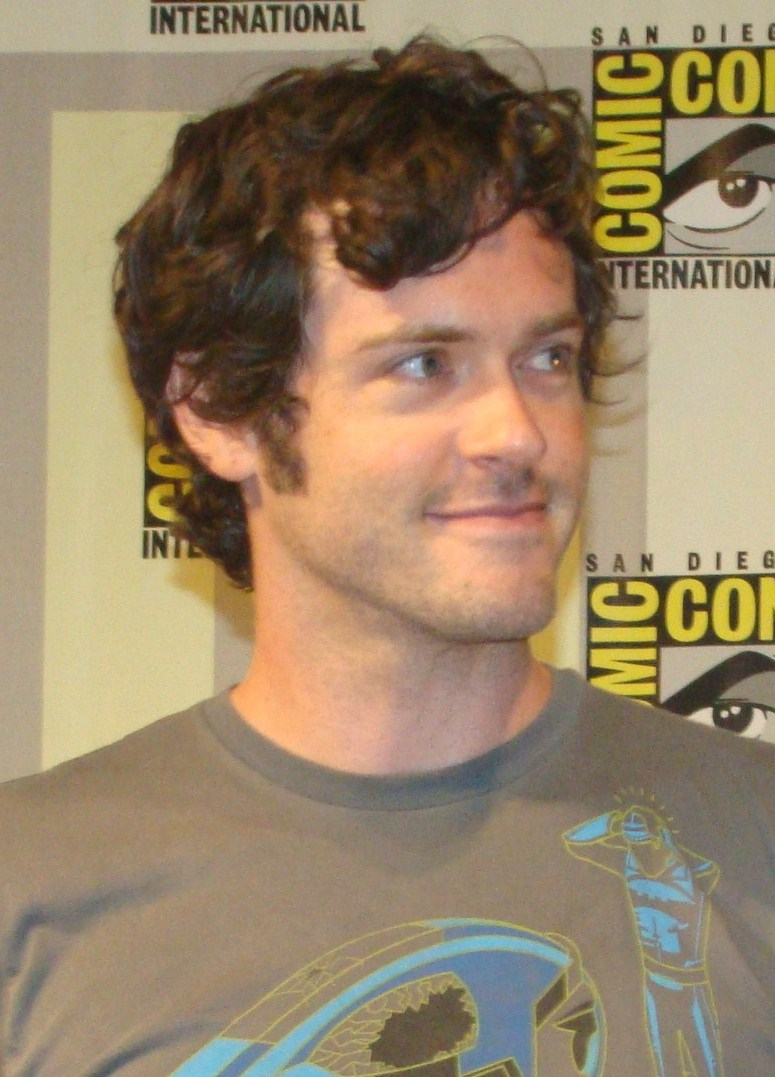
Brendan Hines

- Brendan Behan, drammaturgo e scrittore irlandese
- Brendan Benson, musicista e cantautore statunitense
- Brendan Cannon, rugbista a 15 australiano
- Brendan Clarke, pilota motociclistico australiano
- Brendan Croker, cantante e compositore inglese
- Brendan Fehr, attore canadese
- Brendan Fraser, attore statunitense
- Brendan Gleeson, attore irlandese
- Brendan Haywood, cestista statunitense
- Brendan Hines, attore e cantautore statunitense
- Brendan O'Brien, produttore discografico e tecnico del suono statunitense
- Brendan Rodgers, calciatore e allenatore di calcio nordirlandese
- Brendan Williams, rugbista a 15 australiano

### Variante Brendon
- Brendon Dedekind, nuotatore sudafricano
- Brendon Hartley, pilota automobilistico neozelandese
- Brendon Polyblank, cestista neozelandese
- Brendon Urie, cantante statunitense

### Altre varianti
- Brendano di Birr, abate e santo irlandese
- Brendano di Clonfert, abate e santo irlandese
- Brenden Morrow, hockeista su ghiaccio canadese
- Breandan Vallance, speedcuber britannico

## Il nome nelle arti
- Brendon D'Arkness è un personaggio della serie a fumetti Brendon.
- Brendan Gall è un personaggio della serie televisiva Stargate Atlantis.